# Solanum flaccidum
Solanum flaccidum är en potatisväxtart som beskrevs av Vell. Solanum flaccidum ingår i släktet skattor som ingår i familjen potatisväxter. Inga underarter finns listade i Catalogue of Life.